# La Nef des fous (Russo)
Pour les articles homonymes, voir La Nef des fous.
La Nef des fous (titre original : Ship of Fools) est un roman de science-fiction américain de Richard Paul Russo paru en 2001. Le roman remporte le prix Philip-K.-Dick en 2002.

## Résumé
L'Argonos est un immense vaisseau qui abrite des milliers d'êtres humains depuis des générations. Tous ont oublié depuis longtemps le but de leur voyage. Bartolomeo Aguilera, handicapé, enferré dans un exosquelette, mais doté d'une intelligence hors du commun, est le conseiller du capitaine. Il sera ses yeux au sein de l'équipe d'exploration d'Antioche, une planète qui émet une transmission probablement humaine. Une colonie ? Sans doute. Mais ils sont tous morts, massacrés avec barbarie.
Que s'est-il passé sur Antioche ? Pourquoi une telle atrocité ? Et surtout, commise par qui ?,

## Éditions
- Ship of Fools, Ace Books, 9 janvier 2001, 370 p.  (ISBN 0-441-00798-8)
- Unto Leviathan, Orbit Books, 6 novembre 2003, 448 p.  (ISBN 978-1841492704)
- La Nef des fous, Le Bélial', 8 mars 2006, trad. Patrick Dusoulier, 416 p.  (ISBN 978-2843440724)
- La Nef des fous, Pocket, coll. « Science-fiction » no 5999, 8 octobre 2009, trad. Patrick Dusoulier, 473 p.  (ISBN 978-2266162135)